# U srcu džungle
U srcu džungle je 103. epizoda serijala Mali rendžer (Kit Teler) obјavljena u Lunov magnus stripu #238. Epizoda je objavljena premijerno u bivšoj Jugoslaviji u februaru 1977. godine. Koštala je 8 dinara (0,44 $; 1,1 DEM). Izdavač јe bio Dnevnik iz Novog Sada. Epizoda je imala 78 strana. Naslovna strana predstavlja kopiju Donatelijeve naslovnice za originalni svesku. Ovo je 1. deo duže epizode, koja se nastavila u #239 pod nazivom Mesečev kamen.

## Originalna epizoda
Prvi deo epizode je premijerno objavljen u Italiji u svesci #103 pod nazivom Nel cuore della giungla objavljena u junu 1972. Sveska je koštala 200 lira (0,32 $; 1,27 DEM). Epizodu je nacrtao Balzano Birađo, a scenario napisao Andrea Lavecolo. Originalne korice nacrtao je Franko Donateli, tadašnji crtač Zagora.

## Kratak sadržaj
Komandant utvrđenja rendžera dobija depešu iz Vašingtona da pošalje Kita i još nekoliko rendžera u San Francisko u Luizijani, koji se nalazi 600 kilometara od utvrđenja. Razlog tome je administrativna odluka da se Kitu poveri problem čudnih događanja u Luizijani i San Francisku, koji uključuje Indijance iz te oblasti. Grupa zaverenika na brodu za San Francisko pokušava neuspešno da ubije Kita. Narednog dana, Kit na palubi upoznaje Ed Brendona iz Londona koji putuje u San Francisko da uhvati doktora Maksimusa i istraži događaje u tajnom gradu u džungli. Maksimus je navodno i hipnotizer i već je imao problema sa zakonom, ali je uvek uspeo da utekne. Brendon traži Maksimusa jer mu je preoteo ženu. Kitu je, međutim, Brendon sumnjiv jer je znao za njihovu misiju. Dvojica ljudi sa obale posmatraju brod i vide da je Kit živ, nakon čega odmah tu informaciju dojavljuju osobi koja se nalazi u piramidalnioj građevini u srcu džungle. Nakon što su stigli u San Francisko Kit i rendžeri se smeštaju u hotel gde im nepoznata osoba ubacuje u sobu nekoliko zmija otrovnica.

## Reprize
U Italiji je poćetak ove epizoda (prve 34 strane) repriziran u  #51. edicije Edizioni If, koja je izašla 14. septembra 2016. Koštala je €10. U Hrvatskoj je ova sveska pod nazivom Kit je nestao objavljena u 2022. Koštala je 39,9 kuna ili 5,3 €. U Srbiji je prodavana za 450-490 dinara (4,21 €). Ostatak epizode repriziran je u #52, koji je u Hrvatskoj izašao početkom 2023. godine pod nazivom Srce džungle.

## Prethodna i naredna sveska Malog rendžera u LMS
Prethodna sveska Malog rendžera u LMS nosila je naziv Mrtvi kanjon (#235), a naredna Mesečev kamen (#239).